# Comuna de Mstów
Mstów (polaco: Gmina Mstów) é uma gminy (comuna) na Polónia, na voivodia de Silésia e no condado de Częstochowa. A sede do condado é a cidade de Mstów.
De acordo com os censos de 2004, a comuna tem 10 117 habitantes, com uma densidade 84,4 hab/km².

## Área
Estende-se por uma área de 119,84 km², incluindo:
- área agricola: 79%
- área florestal: 13%

## Demografia
Dados de 30 de Junho 2004:
|                      | Total   | Total | Mulheres | Mulheres | Homens  | Homens |
| -------------------- | ------- | ----- | -------- | -------- | ------- | ------ |
|                      | pessoas | %     | pessoas  | %        | pessoas | %      |
| População            | 10 117  | 100   | 5068     | 50,1     | 5049    | 49,9   |
| Densidade (pop./km²) | 84,4    | 100   | 42,3     | 42,3     | 42,1    | 42,1   |

De acordo com dados de 2002, o rendimento médio per capita ascendia a 1189,87 zł.

## Comunas vizinhas
- Częstochowa, Dąbrowa Zielona, Janów, Kłomnice, Olsztyn, Przyrów, Rędziny